# Karl von Pelet
Pour les articles homonymes, voir Pelet.
Karl Gerhard von Pelet (né le 7 août 1742 à Glaubitten (de), dans l'arrondissement de Rastenburg (de) et mort le 28 août 1823 à Grunau, dans l'arrondissement de Flatow (de)) est un général de division  prussien.

## Biographie

### Famille
Karl est membre de la famille noble prussienne von Pelet. Il est le fils du seigneur de Glaubetten, Eichenau (de) et Plaschen, Peter Wilhelm von Pelet (1707-1777) et d'Anna Charlotte von Bülow (1712-1792). Le major-général Friedrich Wilhelm von Pelet (de) (1745-1820) est son frère. Lui-même reste célibataire et meurt sans enfant.

### Carrière
Pelet étudie à l'université de Königsberg en 1757 puis rejoint le 5e régiment de dragons de l'armée prussienne en tant que soldat en 1760. Il participe ainsi à la guerre de Sept Ans, notamment au siège de Schweidnitz et à la bataille de Reichenbach. En 1762, il devient enseigne dans le 46e régiment de fusiliers, promu sous-lieutenant en 1765, premier lieutenant en 1770 et participe à la guerre de Succession de Bavière. En 1782, Pelet est promu capitaine d'état-major, puis devient capitaine à part entière et commandant de compagnie en 1785. Lors de son transfert au 16e bataillon de fusiliers en 1789, il est promu major. En décembre 1791, Pelet devient chevalier de l'Ordre Pour le Mérite pour un concept qu'il développe et met en œuvre pour lutter contre les voleurs dans la lande de Tuchel. En 1794, il devient chef du 14e bataillon de fusiliers et est promu lieutenant-colonel la même année. En 1794 également, il reçoit l'autorisation de porter la croix de l'ordre de la cathédrale de Havelberg. Pelet participe à la répression du soulèvement de Kościuszko et est blessé près de Varsovie. Il est promu colonel en 1796. L'année suivante, il est envoyé en Suisse pour des Enrôlements. Par la suite, en 1797, Pelet devient brigadier de la brigade de fusiliers de Basse-Silésie. Finalement, en 1801, il est promu major général. Il participe à la guerre de la Quatrième Coalition et est inactif depuis le 29 octobre 1806.